# Маркізькі острови

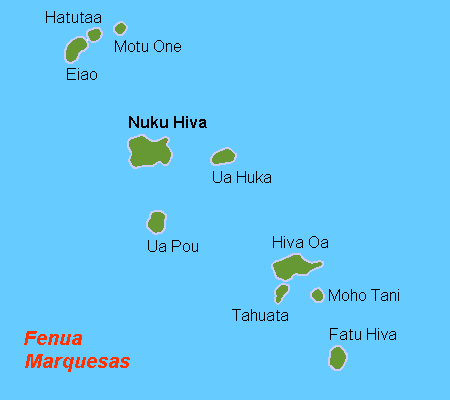
Мапа Маркізьких островів

Прапор Маркізьких островів

Маркі́зькі острови́ (фр. Îles Marquises) — архіпелаг площею 1274 км² у Французькій Полінезії. Всі острови, крім Моту-Оне є вулканічними. Найвища точка — гора Теметіу заввишки 1190 метрів над рівнем моря на острові Хіва-Оа.
Адміністративно острови є окремою одиницею на північному сході Французької Полінезії. Населення островів становить 8,7 тис. людей (2002). Адміністративний центр — Таіохае на острові Нуку-Хіва. Із всіх островів тільки шість заселені. Легенди говорять, що на островах в XVI столітті жило близько 100 тис. жителів.
Острови були відкриті 21 липня 1595 року іспанськими мореплавцями Альваро Менданья де Нейра та Педро Фернандесом де Кіросом. Першим з відкритих островів був найпівденніший острів архіпелагу Фату-Хіва. В 30-х роках XX століття на ньому кілька років жив Тур Хеєрдал [1914 – 2002] займаючись науковими дослідженнями, про що написав книгу з такою назвою. Пізніше де Нейра відкрив ще декілька островів, які назвав на честь віцекороля Перу маркіза Мендоси. Між 7 і 11 квітня 1774 року архіпелаг відвідав Джеймс Кук і наніс на мапу ще один острів. 1791 року американський капітан Джозеф Інгрем відкрив північно-західну групу островів Маркізького архіпелагу: острів Вашингтона (Уа-Хука), острів Адамса (Уа-Поу), острів Лінкольна (Моту-Оне) та Федеральний острів (Нуку-Хіва), які інколи об'єднували під загальною назвою Вашингтонські острови. 1804 року Маркізькі острови досліджували Іван Крузенштерн та Юрій Лисянський. 1842 року ескадра віцеадмірала Абеля дю Пті-Туара встановила над архіпелагом протекторат Франції.
Клімат на островах екваторіальний, самі ж острови покриті дощовим екваторіальним лісом. Кількість опадів різко відрізняється в залежності від розташування схилу: від 1000 мм в рік на підвітряних схилах і до 2500 мм на навітряних.
Географічно острови поділяються на Північну і Південну групи. По три острови в кожній групі населені. Тубільним населенням Маркізьких островів були полінезійські племена. В історичному минулому вони були відомі канібалізмом і ритуальним татуюванням тіл. Острів Нуку-Хіва та тубільні племена, які його населяли, описані Германом Мелвіллом в повісті «Тайпі».
Сьогодні на островах добре розвинутий туризм. Особливо популярні круїзи із Папеете до Маркізьких островів і назад.